# Pampa García Molina
Esperanza García Molina, conocida como Pampa García Molina, (Madrid, 1976) es una periodista y divulgadora científica española. Desde 2022, es la coordinadora del Science Media Center de España de la Fundación Española para la Ciencia y la Tecnología.

## Trayectoria
Nació en Madrid. Se licenció en Física por la Universidad Complutense de Madrid (UCM) y tiene un máster en Periodismo científico por la Universidad Carlos III de Madrid.
García Molina se dedica a la comunicación científica desde 2000. Ha sido redactora en la revista Muy Interesante y en la empresa de comunicación científica Divulga. Fue editora sobre temas de ciencia y tecnología en el Grupo SM. Ha colaborado con diversos medios de comunicación, como El Mundo, Quo y La Razón.
Fue parte de la junta directiva de la Asociación Española de Comunicación Científica entre 2009 y 2017, donde ejerció los cargos de vicepresidenta y vocal.
De 2011 a 2022, García Molina fue coordinadora y redactora jefa del Servicio de Información y Noticias Científicas (SINC), la agencia de noticias científicas de la Fundación Española para la Ciencia y la Tecnología con licencia Creative Commons. Durante este periodo, el trabajo realizado por la agencia SINC fue reconocido con el Premio Concha García Campoy de prensa digital en 2015. Una vez que dejó ese cargo, en marzo de 2022 fue nombrada coordinadora del Science Media Center de España, dependiente también de la Fundación Española para la Ciencia y la Tecnología (FECYT).

## Reconocimientos
- 2010 Premio de periodismo Accenture.[10]
- 2016 Prejurado en el Premio Roche de periodismo en salud.[11]
- Miembro del consejo asesor del concurso Viraliza una Científica.[12]

## Obra
- García Molina, Esperanza; Fernández Bayo, Ignacio; José (2007). Tecnatom, 1957-2007. Madrid: Divulga. p. 121. ISBN 978-84-690-6158-9. Consultado el 18 de julio de 2020.